# 渡辺弘二
渡辺弘二（わたなべ こうじ、1947年3月31日 - ）は、日本のファッションデザイナー。東京都出身。慶應義塾大学経済学部卒業。
父は銀座の「壱番館洋服店」創始者（渡辺實）。慶應義塾大学卒業後、渡欧。ロンドン・カレッジ・オブ・ファッションを卒業後、「ラシャース」にて修業。グラン・シュミエール（パリ）でデッサンを学び、1972年帰国。同年クチュールメゾンを設立。
国内外の皇族、各国大使夫人、政財界夫人、著名人に愛用者が多い。また、慶應義塾幼稚舎、慶應義塾横浜初等部、富山国際大学付属高等学校、浜松学芸中学校・高等学校などの学校制服のデザインも手がけている。

## 経歴
- 1972年 - オーダーメード「コージアトリエ」設立。
- 1983年 - 英国王室後援のロイヤルコレクション（ロンドン）に招かれ作品を発表。
- 1984年 - パリ･ヴォーグ誌12月1日号に、銀座のデザイナーとして掲載される。
- 1985年 - 英国王室後援のロイヤルコレクション（エジンバラ）に再度招かれ作品を発表。
- 1988年 - 東京スタイルと契約し、プレタポルテ「コージワタナベ　スティル」を発表。

吉善商会と契約し、「コージワタナベ　スクールユニフォーム」を発表。
- 1989年 - 英国王室後援のロイヤルコレクションで発表した作品が、スコットランド王立美術館に永久保存される。
- 1991年 - 英国王室アン王女のスーツをデザインする。
- 1996年 - 伊勢神宮御鎮座2000年奉祝記念事業「をみなの祭り」倭姫命（ヤマトヒメ）御巡幸の衣装をデザイン。
- 1996年 - 慶應義塾幼稚舎・学校制服（女子）リデザイン。
- 1998年 - 「中国女性要人・外交官のためのファッションショー」を北京市にて開催（翌年も開催）。
- 2001年 - 「日本におけるイタリア2001年」政府公式行事として、イタリア大使公邸にてファッションショーを開催。
- 2004年 - ニューヨーク日本ギャラリーにて、初の個展「墨絵ファッションデザイン画展」を開催。
- 2010年 - 上海万博を記念し、上海環球金融文化メディアセンターにて「KOJI   WATANABE FASHION SHOW in Shanghai」を開催。
- 2012年 - 3月に中国・成都シャングリラホテルにて、成都TV（CDTV）とタイアップのもと、新ブランド「銀座陽弘」コレクションを開催。
- 2013年 - コージアトリエ創立４０周年を記念し、パレスホテルにてコレクションを開催。
- 2013年 - 慶應義塾横浜初等部・学校制服をデザイン。
- 2015年 - 銀座発信のプレミアムブランドとしてヤング高級プレタポルテ「コージワタナベ スティル」を発表。
- 2015年 - パリ・ルーヴル宮殿にて、「KOJI WATANABE 2015-2016AW オートクチュール・パリコレクション」（パリの正式なオートクチュールではない）と称して発表。
- 2015年 - 「BS-TBS」にて、パリで開催したショー制作段階から本番までを密着したドキュメンタリー番組『ファッションデザイナー 渡辺弘二の挑戦　～パリ・ルーヴル 創造と葛藤の１００日間～』が放送。
- 2022年 - コージアトリエ創業５０周年を迎える。KOJI ATELIER 50th Anniversary
- 2023年 - イタリア大使公邸にて、高円宮妃久子殿下のご臨席を賜り、駐日イタリア共和国ジャンルイジ・ベネデッティ大使閣下主催によるコージアトリエ50周年記念レセプションを開催。

## 主なブランド名
- コージワタナベ オートクチュール(KOJI WATANABE HAUTE COUTURE)
- コージワタナベ プレタクチュール(KOJI WATANABE PRÊT-À-COUTURE)
- コージワタナベ ヌーベルクチュール(KOJI WATANABE NOUVELLE COUTURE)
- コージワタナベ スティル(KOJI WATANABE STYLE)